# Emanuel Limnell
Per Emanuel Limnell, född 24 mars 1766 i Karlskrona, död 2 mars 1861, var en svensk akvarell- och dekorationsmålare.

## Biografi

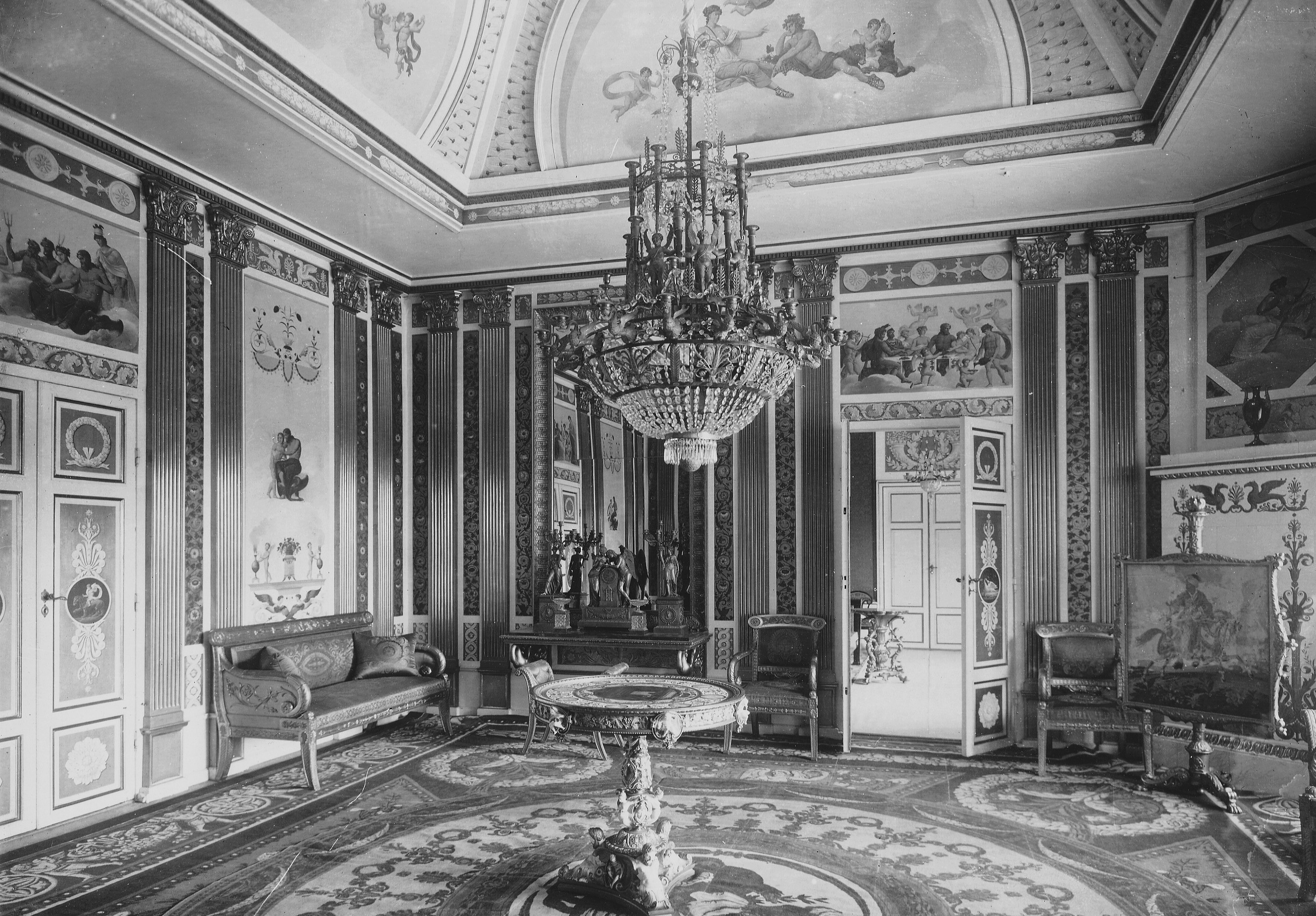
De fyra årstiderna i Kupolsalongens kupol på Rosendals slott skapades av Limnell på 1820-talet.

Emanuel Limnell föddes som det artonde barnet till en målare vid skeppsvarvet i Karlskrona. Efter moderns död gifte hans far om sig och Limnell rymde hemifrån redan vid sju års ålder. I fem år vistades Limnell hos en gammal byskollärare, men då denne dog fick han försörja sig själv igen. År 1781 bestämde han dock för att återvända hem, men trivdes inte. Under några år hjälpte han sin far med olika måleriarbeten, men gav sig snart av igen, och försörjde sig med att måla kistor, slädar och skrin åt bönderna. 
År 1784 lyckades han genom amiral Carl Tersmedens medverkan komma till Stockholm och fick strax efter sin ankomst dit anställning vid Kungliga teaterns dekorationsverksad. Här blev han uppmärksammad av Johan Gottlob Brusell och Louis Jean Desprez. Han blev snart lärjunge till Desprez i arbetet med att måla dekorationer. År 1791 antogs Limnell till ordinarie dekorationsmålare, en befattning han skötte långt in på 1800-talet under Brusells och Hjelms ledning. Limnell sökte även för att få en bättre inkomst sig till målarämbetet i Stockholm, men först 1799 blev han mästare i detsamma. På Desprez och Sergels inrådan begagnade han sig flitigt av akademiens modellskola och arbetade sig så upp till en konstnär som eftersöktes, anlitades och befordrades. År 1802 invaldes han till agré vid akademin, och kallades 1803 till ledamot av densamma. År 1812 blev han professor i teckning och utnämndes 1813 till hovmålare. Limnell finns representerad vid bland annat Nationalmuseum i Stockholm, Norrköpings konstmuseum  och Uppsala universitetsbibliotek.
Emanuel Limnell var sedan 1791 gift med Ulrika Wargentin.
En av hans döttrar, Anna Maria Limnell, gick i faderns fotspår och blev också konstnär. Emanuel Limnell är begravd på Norra begravningsplatsen utanför Stockholm.